# Campeonato Mundial de Fórmula 1 de 1969
A Temporada de Fórmula 1 de 1969 foi a 20ª realizada pela FIA. Teve como campeão o escocês Jackie Stewart, da equipe Matra.

## Pilotos e Construtores
| Campeão        | Vice-campeão | 3º Lugar      |
|                |              |               |
| Jackie Stewart | Jacky Ickx   | Bruce McLaren |
| Matra          | Ferrari      | McLaren       |

| Equipe                                                | Construtor      | Chassi(s)       | Motor                    | Pneus | Piloto               | Corridas     |
| ----------------------------------------------------- | --------------- | --------------- | ------------------------ | ----- | -------------------- | ------------ |
| Gold Leaf Team Lotus                                  | Lotus-Ford      | 49B 63          | Ford Cosworth DFV 3.0 V8 | F     | Graham Hill          | 1–10         |
| Gold Leaf Team Lotus                                  | Lotus-Ford      | 49B 63          | Ford Cosworth DFV 3.0 V8 | F     | Jochen Rindt         | 1–2, 4–11    |
| Gold Leaf Team Lotus                                  | Lotus-Ford      | 49B 63          | Ford Cosworth DFV 3.0 V8 | F     | Mario Andretti       | 1, 7, 10     |
| Gold Leaf Team Lotus                                  | Lotus-Ford      | 49B 63          | Ford Cosworth DFV 3.0 V8 | F     | Richard Attwood      | 3            |
| Gold Leaf Team Lotus                                  | Lotus-Ford      | 49B 63          | Ford Cosworth DFV 3.0 V8 | F     | John Miles           | 5–6, 8–9, 11 |
| Rob Walker/Jack Durlacher Racing Team                 | Lotus-Ford      | 49B             | Ford Cosworth DFV 3.0 V8 | F     | Jo Siffert           | Todas        |
| Bruce McLaren Motor Racing                            | McLaren-Ford    | M7A M7B M7C M9A | Ford Cosworth DFV 3.0 V8 | G     | Denny Hulme          | Todas        |
| Bruce McLaren Motor Racing                            | McLaren-Ford    | M7A M7B M7C M9A | Ford Cosworth DFV 3.0 V8 | G     | Bruce McLaren        | Todas        |
| Bruce McLaren Motor Racing                            | McLaren-Ford    | M7A M7B M7C M9A | Ford Cosworth DFV 3.0 V8 | G     | Derek Bell           | 6            |
| Matra International                                   | Matra-Ford      | MS10 MS80 MS84  | Ford Cosworth DFV 3.0 V8 | D     | Jackie Stewart       | Todas        |
| Matra International                                   | Matra-Ford      | MS10 MS80 MS84  | Ford Cosworth DFV 3.0 V8 | D     | Jean-Pierre Beltoise | Todas        |
| Matra International                                   | Matra-Ford      | MS10 MS80 MS84  | Ford Cosworth DFV 3.0 V8 | D     | Johnny Servoz-Gavin  | 9–11         |
| Matra International                                   | Matra-Ford      | MS7             | Ford Cosworth FVA 1.6 L4 | D     | Johnny Servoz-Gavin  | 7            |
| Scuderia Ferrari SpA SEFAC North American Racing Team | Ferrari         | 312/68 312/69   | Ferrari 255C 3.0 V12     | F     | Chris Amon           | 1–6          |
| Scuderia Ferrari SpA SEFAC North American Racing Team | Ferrari         | 312/68 312/69   | Ferrari 255C 3.0 V12     | F     | Pedro Rodríguez      | 6, 8–11      |
| Scuderia Ferrari SpA SEFAC North American Racing Team | Ferrari         | 312/68 312/69   | Ferrari 255C 3.0 V12     | F     | Ernesto Brambilla    | 8            |
| Owen Racing Organisation                              | BRM             | P138 P133 P139  | BRM P142 3.0 V12         | D     | John Surtees         | 1–4, 6–11    |
| Owen Racing Organisation                              | BRM             | P138 P133 P139  | BRM P142 3.0 V12         | D     | Jackie Oliver        | 1–4, 6–11    |
| Owen Racing Organisation                              | BRM             | P138 P133 P139  | BRM P142 3.0 V12         | D     | Bill Brack           | 9            |
| Owen Racing Organisation                              | BRM             | P138 P133 P139  | BRM P142 3.0 V12         | D     | George Eaton         | 10–11        |
| Reg Parnell Racing                                    | BRM             | P126            | BRM P142 3.0 V12         | G     | Pedro Rodríguez      | 1–3          |
| Motor Racing Developments Ltd                         | Brabham-Ford    | BT26A           | Ford Cosworth DFV 3.0 V8 | G     | Jack Brabham         | 1–4, 8–11    |
| Motor Racing Developments Ltd                         | Brabham-Ford    | BT26A           | Ford Cosworth DFV 3.0 V8 | G     | Jacky Ickx           | Todas        |
| Team Gunston                                          | Lotus-Ford      | 49              | Ford Cosworth DFV 3.0 V8 | D     | John Love            | 1            |
| Team Gunston                                          | Brabham-Repco   | BT24            | Repco 620 3.0 V8         | F     | Sam Tingle           | 1            |
| Team Lawson                                           | McLaren-Ford    | M7A             | Ford Cosworth DFV 3.0 V8 | D     | Basil van Rooyen     | 1            |
| Jack Holme                                            | Brabham-Repco   | BT20            | Repco 620 3.0 V8         | G     | Peter de Klerk       | 1            |
| Frank Williams Racing Cars                            | Brabham-Ford    | BT26A           | Ford Cosworth DFV 3.0 V8 | D     | Piers Courage        | 2–11         |
| Frank Williams Racing Cars                            | Brabham-Ford    | BT30            | Ford Cosworth FVA 1.6 L4 | D     | Richard Attwood      | 7            |
| Antique Automobiles                                   | Cooper-Maserati | T86             | Maserati 10/F1 3.0 V12   | G     | Vic Elford           | 3            |
| Antique Automobiles                                   | McLaren-Ford    | M7B             | Ford Cosworth DFV 3.0 V8 | G     | Vic Elford           | 4–7          |
| Silvio Moser Racing Team                              | Brabham-Ford    | BT24            | Ford Cosworth DFV 3.0 V8 | G     | Silvio Moser         | 3–5, 8–11    |
| Ecurie Bonnier                                        | Lotus-Ford      | 63 49B          | Ford Cosworth DFV 3.0 V8 | F     | Jo Bonnier           | 6–7          |
| Ahrens Racing Team                                    | Brabham-Ford    | BT30            | Ford Cosworth FVA 1.6 L4 | D     | Kurt Ahrens Jr.      | 7            |
| Roy Winkelmann Racing                                 | Lotus-Ford      | 59B             | Ford Cosworth FVA 1.6 L4 | F     | Hans Herrmann        | 7            |
| Roy Winkelmann Racing                                 | Lotus-Ford      | 59B             | Ford Cosworth FVA 1.6 L4 | F     | Rolf Stommelen       | 7            |
| Bayerische Motoren Werke AG                           | BMW             | 269             | BMW M12/1 1.6 L4         | D     | Hubert Hahne         | 7            |
| Bayerische Motoren Werke AG                           | BMW             | 269             | BMW M12/1 1.6 L4         | D     | Gerhard Mitter       | 7            |
| Bayerische Motoren Werke AG                           | BMW             | 269             | BMW M12/1 1.6 L4         | D     | Dieter Quester       | 7            |
| Matra Sports                                          | Matra-Ford      | MS7             | Ford Cosworth FVA 1.6 L4 | D     | Henri Pescarolo      | 7            |
| Tecno Racing Team                                     | Tecno-Ford      | TF69            | Ford Cosworth FVA 1.6 L4 | D     | François Cevert      | 7            |
| Squadra Tartaruga                                     | Brabham-Ford    | BT23C           | Ford Cosworth FVA 1.6 L4 | F     | Xavier Perrot        | 7            |
| Felday Engineering Ltd                                | Brabham-Ford    | BT30            | Ford Cosworth FVA 1.6 L4 | F     | Peter Westbury       | 7            |
| Pete Lovely Volkswagen Inc.                           | Lotus-Ford      | 49B             | Ford Cosworth DFV 3.0 V8 | F     | Pete Lovely          | 9–11         |
| Paul Seitz                                            | Brabham-Climax  | BT23B           | Climax FPF 2.8 L4        | D     | John Cordts          | 9            |
| John Maryon                                           | Eagle-Climax    | T1F             | Climax FPF 2.8 L4        | F     | Al Pease             | 9            |

- Os pilotos destacados em rosa inscreveram-se no Grande Prêmio da Alemanha por equipes de Fórmula 2.

## Resultados

### Grandes Prêmios
| Prova | Grande Prêmio        | Data           | Local              | Vencedor       | Construtor   | Resumo   |
| ----- | -------------------- | -------------- | ------------------ | -------------- | ------------ | -------- |
| 1     | GP da África do Sul  | 1 de março     | Kyalami            | Jackie Stewart | Matra-Ford   | Detalhes |
| 2     | GP da Espanha        | 4 de maio      | Montjuïc           | Jackie Stewart | Matra-Ford   | Detalhes |
| 3     | GP de Mônaco         | 18 de maio     | Monaco             | Graham Hill    | Lotus-Ford   | Detalhes |
| 4     | GP dos Países Baixos | 21 de junho    | Zandvoort          | Jackie Stewart | Matra-Ford   | Detalhes |
| 5     | GP da França         | 6 de julho     | Charade            | Jackie Stewart | Matra-Ford   | Detalhes |
| 6     | GP da Grã-Bretanha   | 19 de julho    | Silverstone        | Jackie Stewart | Matra-Ford   | Detalhes |
| 7     | GP da Alemanha       | 3 de agosto    | Nürburgring        | Jacky Ickx     | Brabham-Ford | Detalhes |
| 8     | GP da Itália         | 7 de setembro  | Monza              | Jackie Stewart | Matra-Ford   | Detalhes |
| 9     | GP do Canadá         | 20 de setembro | Mosport Park       | Jacky Ickx     | Brabham-Ford | Detalhes |
| 10    | GP dos EUA           | 5 de outubro   | Watkins Glen       | Jochen Rindt   | Lotus-Ford   | Detalhes |
| 11    | GP do México         | 19 de outubro  | Hermanos Rodriguez | Denny Hulme    | McLaren-Ford | Detalhes |

### Pilotos
| Pos. | Piloto               | RSA | ESP | MON | NED | FRA | GBR | GER | ITA | CAN | USA | MEX | Pts. |
| ---- | -------------------- | --- | --- | --- | --- | --- | --- | --- | --- | --- | --- | --- | ---- |
| 1    | Jackie Stewart       | 1   | 1   | Ret | 1   | 1   | 1   | 2   | 1   | Ret | Ret | 4   | 63   |
| 2    | Jacky Ickx           | Ret | 6   | Ret | 5   | 3   | 2   | 1   | 10  | 1   | Ret | 2   | 37   |
| 3    | Bruce McLaren        | 5   | 2   | 5   | Ret | 4   | 3   | 3   | 4   | 5   | Ret | DNS | 26   |
| 4    | Jochen Rindt         | Ret | Ret |     | Ret | Ret | 4   | Ret | 2   | 3   | 1   | Ret | 22   |
| 5    | Jean-Pierre Beltoise | 6   | 3   | Ret | 8   | 2   | 9   | 12* | 3   | 4   | Ret | 5   | 21   |
| 6    | Denny Hulme          | 3   | 4   | 6   | 4   | 8   | Ret | Ret | 7   | Ret | Ret | 1   | 20   |
| 7    | Graham Hill          | 2   | Ret | 1   | 7   | 6   | 7   | 4   | 9   | Ret | Ret |     | 19   |
| 8    | Piers Courage        |     | Ret | 2   | Ret | Ret | 5   | Ret | 5   | Ret | 2   | 10  | 16   |
| 9    | Jo Siffert           | 4   | Ret | 3   | 2   | 9   | 8   | 11* | 8   | Ret | Ret | Ret | 15   |
| 10   | Jack Brabham         | Ret | Ret | Ret | 6   |     |     |     | Ret | 2   | 4   | 3   | 14   |
| 11   | John Surtees         | Ret | 5   | Ret | 9   |     | Ret | DNS | NC  | Ret | 3   | Ret | 6    |
| 12   | Chris Amon           | Ret | Ret | Ret | 3   | Ret | Ret |     |     |     |     |     | 4    |
| 13   | Richard Attwood      |     |     | 4   |     |     |     |     |     |     |     |     | 3    |
| 14   | Vic Elford           |     |     | 7   | 10  | 5   | 6   | Ret |     |     |     |     | 3    |
| 15   | Pedro Rodríguez      | Ret | Ret | Ret |     |     | Ret |     | 6   | Ret | 5   | 7   | 3    |
| 16   | Silvio Moser         |     |     | Ret | Ret | 7   |     |     | Ret | Ret | 6   | 11  | 1    |
| 17   | Jackie Oliver        | 7   | Ret | Ret | Ret |     | Ret | Ret | Ret | Ret | Ret | 6   | 1    |
| 18   | Johnny Servoz-Gavin  |     |     |     |     |     |     |     |     | 6   | NC  | 8   | 1    |
| 19   | Sam Tingle           | 8   |     |     |     |     |     |     |     |     |     |     | 0    |
| 20   | Pete Lovely          |     |     |     |     |     |     |     |     |     | Ret | 9   | 0    |
| 21   | John Miles           |     |     |     |     | Ret | 10  |     | Ret | Ret |     | Ret | 0    |
| —    | Bill Brack           |     |     |     |     |     |     |     |     | NC  |     |     | 0    |
| —    | Mario Andretti       | Ret |     |     |     |     |     | Ret |     |     | Ret |     | 0    |
| —    | Jo Bonnier           |     |     |     |     |     | Ret | Ret |     |     |     |     | 0    |
| —    | George Eaton         |     |     |     |     |     |     |     |     |     | Ret | Ret | 0    |
| —    | Peter de Klerk       | NC  |     |     |     |     |     |     |     |     |     |     | 0    |
| —    | Basil van Rooyen     | Ret |     |     |     |     |     |     |     |     |     |     | 0    |
| —    | John Love            | Ret |     |     |     |     |     |     |     |     |     |     | 0    |
| —    | Derek Bell           |     |     |     |     |     | Ret |     |     |     |     |     | 0    |
| —    | John Cordts          |     |     |     |     |     |     |     |     | Ret |     |     | 0    |
| —    | Al Pease             |     |     |     |     |     |     |     |     | DSQ |     |     | 0    |
| Pos. | Piloto               | RSA | ESP | MON | NED | FRA | GBR | GER | ITA | CAN | USA | MEX | Pts. |

| Cor        | Resultado             |
| ---------- | --------------------- |
| Ouro       | Vencedor              |
| Prata      | 2.º lugar             |
| Bronze     | 3.º lugar             |
| Verde      | Terminou, nos pontos  |
| Azul       | Terminou, sem pontos  |
| Púrpura    | Ret – Retirou-se      |
| Vermelho   | NQ – Não qualificado  |
| Preto      | DSQ – Desqualificado  |
| Branco     | NL – Não largou       |
| Branco     | C – Corrida cancelada |
| Azul claro | AT – Apenas Treino    |
| Sem cor    | NP – Não participou   |
| Sem cor    | Les – Lesionado       |
| Sem cor    | EX – Excluído         |

- Os carros da Fórmula 2 ocuparam as posições entre a quinta e a décima no GP da Alemanha, porém os pilotos que guiaram esses carros não conquistaram pontos para o campeonato. Os pontos do quinto e do sexto, foram para o décimo primeiro e décimo segundo na corrida.
- Em negrito indica pole position e em itálico indica volta mais rápida.

### Construtores
| Pos | Construtor      | Chassis         | Motor                | Pneu | Pontos  | Vitórias | Pódios | Poles |
| --- | --------------- | --------------- | -------------------- | ---- | ------- | -------- | ------ | ----- |
| 1   | Matra-Ford      | MS10 MS80 MS84  | Ford Cosworth DFV    | D    | 66      | 6        | 10     | 2     |
| 2   | Brabham-Ford    | BT26A           | Ford Cosworth DFV    | G D  | 49 (51) | 2        | 9      | 4     |
| 3   | Lotus-Ford      | 49B 63          | Ford Cosworth DFV    | D F  | 47      | 2        | 7      | 5     |
| 4   | McLaren-Ford    | M7A M7B M7C M9A | Ford Cosworth DFV    | G D  | 38 (40) | 1        | 5      |       |
| 5   | Ferrari         | 312/69          | Ferrari 255C 3.0 V12 | F    | 7       |          | 1      |       |
| 6   | BRM             | P133 P138 P139  | BRM P142 3.0 V12     | G D  | 7       |          | 1      |       |
| 7   | Cooper-Maserati | T86B            | Maserati Tipo 10/F1  | G    |         |          |        |       |
| 8   | Brabham-Repco   | BT20 BT24       | Repco 740            | D F  |         |          |        |       |
| 9   | Brabham-Climax  | BT23B           | Climax FPF           | D    |         |          |        |       |
| 10  | Eagle-Climax    | T1F             | Climax FPF           | F    |         |          |        |       |